# Hans-Gerd Wiechmann

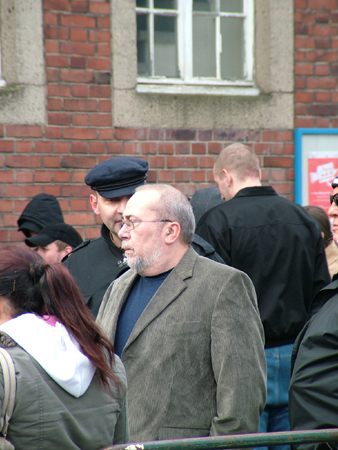
Hans-Gerd Wiechmann bei einer rechten Kundgebung am 18. Februar 2006 in Münster, bei der er auch als Redner auftrat.

Hans-Gerd Wiechmann (* 1949 in Westerburg) aus Lüneburg ist ein ehemaliger Politiker und Landesvorsitzender der Partei Die Republikaner, der ab 2005 für die NPD als Redner, Funktionär und Kandidat zu Bundestagswahlen und für andere rechtsextreme Wählerbündnisse in Lüneburg und Hannover aktiv war und bis 2011 Landesvorsitzender der DVU in Niedersachsen war.

## Politiker der Republikaner
Der Übersetzer Hans-Gerd Wiechmann, der mehrere Jahre im Ausland gelebt hatte, war bis März 2005 niedersächsischer Landesvorsitzender der Republikaner. Im Jahr 2001 wurde Wiechmann von Mitgliedern der örtlichen NPD und dem damaligen rechten Wahlbündnis „UWL – Bündnis Rechte“ vorgeworfen, ein Mitarbeiter des Verfassungsschutzes zu sein. Bei Veranstaltungen der Republikaner trat er auch als Redner auf, so z. B. am 17. April 2004 in Lüneburg gemeinsam mit der REP-Spitzenkandidatin zur Europawahl 2004, Ursula Winkelsett.
Da er sich entgegen der Parteipolitik der Republikaner mehrfach für eine Kooperation mit NPD, DVU und anderen Vertretern der extremen Rechten ausgesprochen und in einer Erklärung „gewisse Wahlabsprachen“ mit anderen Rechtsparteien und -bündnissen für die Kommunalwahl 2006 und einen „Nichtaggressionspakt“ gegenüber diesen anderen Rechtsaußen-Kräften angekündigt hatte, wurden auf der Bundesvorstandssitzung am 5./6. März 2005 in Kassel Ordnungsmaßnahmen gegen Wiechmann beschlossen. Auf Betreiben des REP-Bundesvorsitzenden Rolf Schlierer wurde er für zwei Jahre von allen Parteiämtern entbunden und seine Parteimitgliedschaft für ruhend erklärt. Wiechmann trat daraufhin am 13. März mit über 80 niedersächsischen Parteimitgliedern, darunter mehrere Landesvorstandsmitglieder und Kreisverbandvorsitzende, aus der Partei aus. Er begründet seinen Parteiaustritt unter anderem damit, „dass nicht die anderen Rechtsparteien unsere Feinde sind und unserer Sache schaden, nein, es sind Dr. Schlierer und sein Umfeld“. Zusätzlich warf er dem REP-Bundesvorstand „mafiaähnliches Gehabe“ vor.

## "Nationale Bündnisse"
Wiechmann setzte die eingeschlagene Politik fort und gründete nach dem Vorbild des seit 2003 bestehenden „Nationalen Bündnisses Dresden“ das „Sozialpatriotische Bündnis Lüneburg/Neuer Morgen“, mit dem er Mitglieder aus verschiedenen (extrem) rechten Organisationen in Lüneburg vereinen und zur niedersächsischen Kommunalwahl im Jahr 2006 antreten wollte. Ähnliche Bündnisse wurden in Niedersachsen in Hannover und in Celle gegründet. Seit Februar 2005 ist Wiechmann Mitglied des „Nationalen Bündnis Region Hannover“ (NBRH). Am 8. November 2005 war Wiechmann Gastredner auf der Jahresmitgliederversammlung des „Nationalen Bündnisses Dresden“, die auch von Kreisrat Wilhelm Köhler, dem Vorsitzenden des „Sozialpatriotischen Bündnisses Celle“, besucht wurde.

## Redner, Funktionär und Kandidat für die NPD
Gleichzeitig suchte Wiechmann, der vor seiner Tätigkeit für die Republikaner schon einmal Mitglied der NPD war, wieder den Kontakt zur NPD und insbesondere zu Personen aus dem Bundesvorstand der Partei. Er nahm an zahlreichen Veranstaltungen der Partei teil wie z. B. am Landesparteitag der NPD Niedersachsen im Juni 2005 und trat selbst mehrfach als Redner auf wie beispielsweise am 18. März 2005 auf dem Kongress der NPD-Parteizeitung „Deutsche Stimme“, am 4. Juni 2005 auf dem Landesparteitag der Bremer NPD oder bei dem Jahreskongress der Jungen Nationaldemokraten Niedersachsen im Januar 2006 in Verden. Im Gegenzug besuchten mit dem stellvertretenden Landesvorsitzenden der niedersächsischen NPD, Adolf Dammann aus Buxtehude, und den beiden NPD-Bundesvorstandsmitgliedern Peter Marx und Frank Rohleder prominente Parteimitglieder Veranstaltungen des „Sozialpatriotischen Bündnisses Lüneburg“. Zusammen mit Wiechmann trat etwa die Hälfte der Mitglieder des REP-Kreisverbandes Lüneburg zur NPD über.
Wiechmann trat auch bei Kundgebungen der NPD und der neonazistischen Freien Kameradschaften in Niedersachsen, Nordrhein-Westfalen und Sachsen als Redner auf, wie z. B. am 18. Juni 2005 in Braunschweig zusammen mit Adolf Dammann, Ulrich Eigenfeld und dem Neonazi Dieter Riefling, am 8. Oktober 2005 im Langwedel (Landkreis Verden) zusammen mit Sascha Krolzig und am 22. Oktober in Hamburg-Harburg zusammen mit Krolzig. Dabei sprach er sich mehrfach für eine Zusammenarbeit mit den neonazistischen Freien Kameradschaften aus.
Zur Bundestagswahl 2005 trat er für die NPD als Direktkandidat im Wahlkreis Soltau-Fallingbostel – Winsen Luhe und auf Platz 4 der Landesliste an.

## Landesvorsitzender der DVU
Nach parteiinternem Streit trat Wiechmann von der NPD zur DVU über. Am 1. März 2009 wurde er zum Vorsitzenden der niedersächsischen DVU gewählt. Ende 2010 setzte sich Wiechmann vehement gegen die Pläne zur Fusion zwischen DVU und NPD ein.